# Русяк Назар Зіновійович
Назар Зіновійович Русяк (нар. 10 квітня 2004, с. Прилбичі, Львівська область, Україна) — український футболіст, центральний півзахисник львівського «Руху».

## Життєпис
Народився в селі Прилбичі, Львівська область. Вихованець ДЮСШ «Яворів», перший тренер – Михайло Чоба. У ДЮФЛУ з 2016 по 2023 рік грав за «Скалу» (Моршин), «Карпати» (Львів) та «Рух» (Львів). З серпня по кінець вересня 2020 року тренувався з першою командою «Карпат», але в офіційних матчах не грав. 
28 вересня 2020 року підписав контракт з «Рухом». На професійному рівні дебютував за «Рух-2», 7 серпня 2023 року в програному (0:5) домашньому поєдинку 1-го туру Другої ліги України проти львівських «Карпат-2». Назар вийшов на поле на 77-й хвилині замість Максима Коваля. За першу команду «Руху» дебютував 30 серпня 2024 року в переможному (5:0) домашньому поєдинку 5-го туру Прем'єр-ліги України проти петрівського «Інгульця». Назар вийшов на поле на 78-й хвилині замість Олега Федора. Першим голом на професійному рівні відзначився 7 вересня 2024 року на 54-й хвилині переможного (2:1) домашнього поєдинку 5-го туру групи А Другої ліги України проти «Ревери 1908». Русяк вийшов на поле в стартовому складі та відіграв увесь матч, а на 69-й хвилині отримав жовту картку.